# Wirek
Wirek (tiếng Đức: Antonienhütte) là một quận ở trung tâm của Ruda ląska, Silesian Voivodeship, miền nam Ba Lan. Năm 2006, nó có diện tích 5,9 km 2 và có 20.595 người sinh sống. Vào ngày 12 tháng 1 năm 2006, một phần của nó đã được tách ra để thành lập một quận mới, Czarny Las.

## Lịch sử
Ban đầu, khu vực này thuộc về Kochłowice. Đầu tiên một khu định cư được gọi là Nowa Wieś (lit. Làng mới) được thành lập. Wirek sau đó sẽ phát triển xung quanh xưởng sắt Antonienhütte, mở cửa vào năm 1805 và trở thành một đô thị riêng vào năm 1828. Trong nửa sau của thế kỷ XIX, khu định cư phát triển do sự phát triển công nghiệp. Một trường học đã được mở vào năm 1856; một nhà thờ Công giáo La Mã năm 1874; và một năm sau, một kết nối đường sắt với Chebzie đã được xây dựng. Thành phố đã mất độc lập vào năm 1870.
Năm 1921, Wirek trở thành một phần của Voivodeship tự trị Ba Lan. Năm 1924, Nowa Wieś lại tiếp thu Wirek. Một tòa thị chính được xây dựng vào những năm 1929-1930. Trong Thế chiến II, nó đã bị Đức chiếm đóng. Năm 1948, Nowa Wieś được đổi tên thành Wirek.
Wirek được sáp nhập vào Nowy Bytom vào năm 1951, và là một phần của Nowy Bytom đã được hợp nhất với Ruda để thành lập Ruda ląska vào ngày 31 tháng 12 năm 1958.

## Cư dân đáng chú ý
- Franz Machon

## Hình ảnh

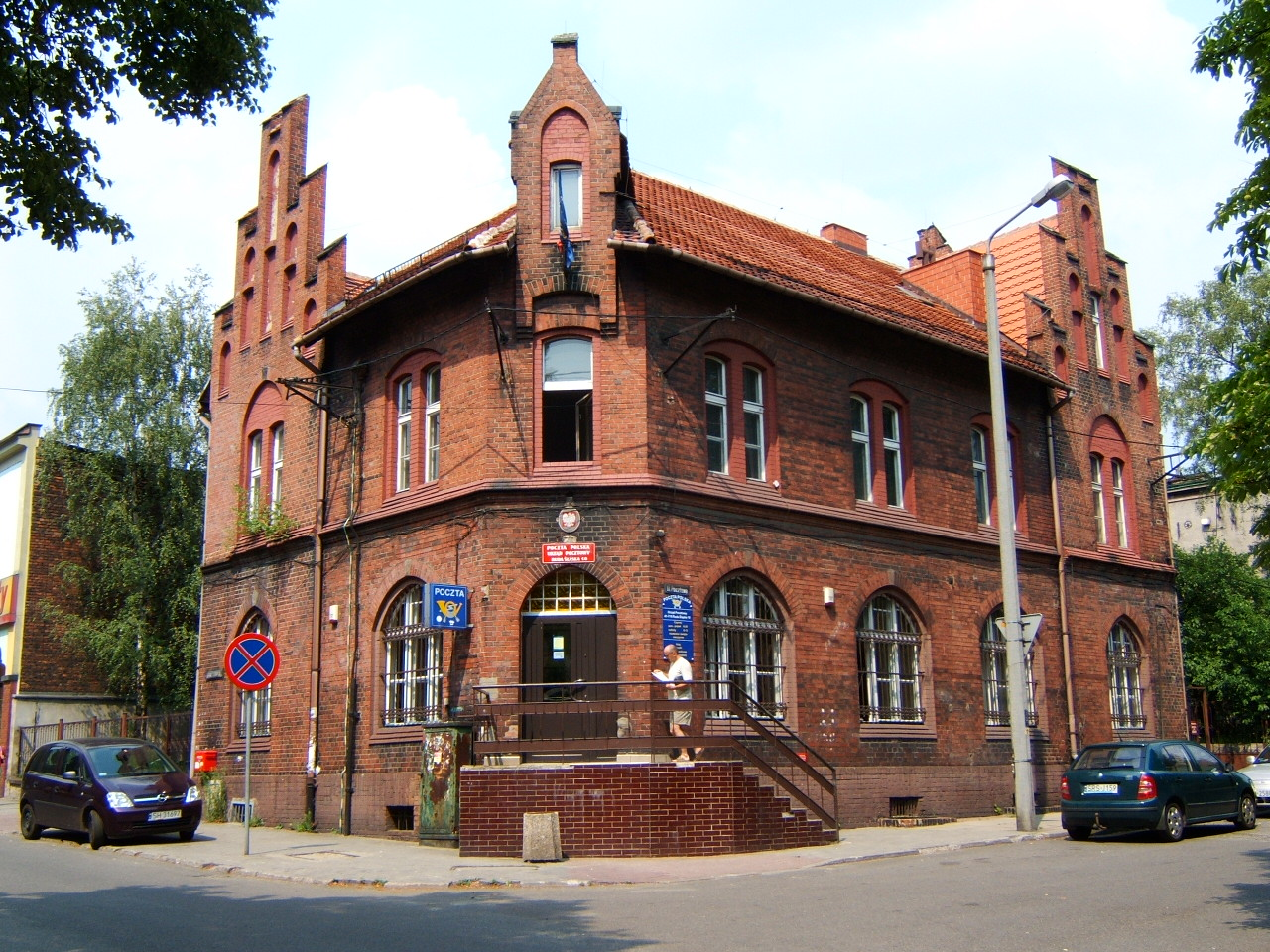
Bưu điện
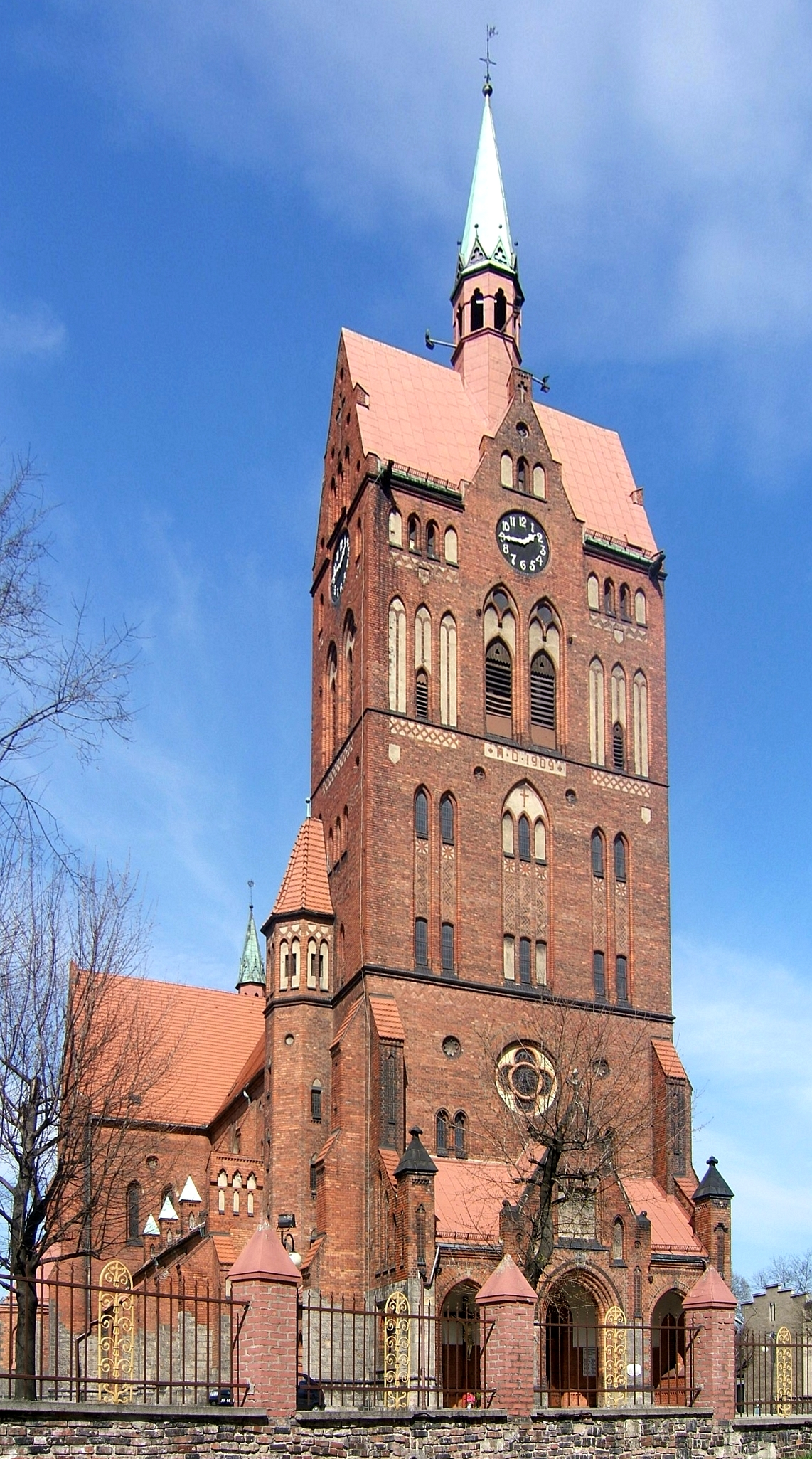
Nhà thờ Saint Lawrence
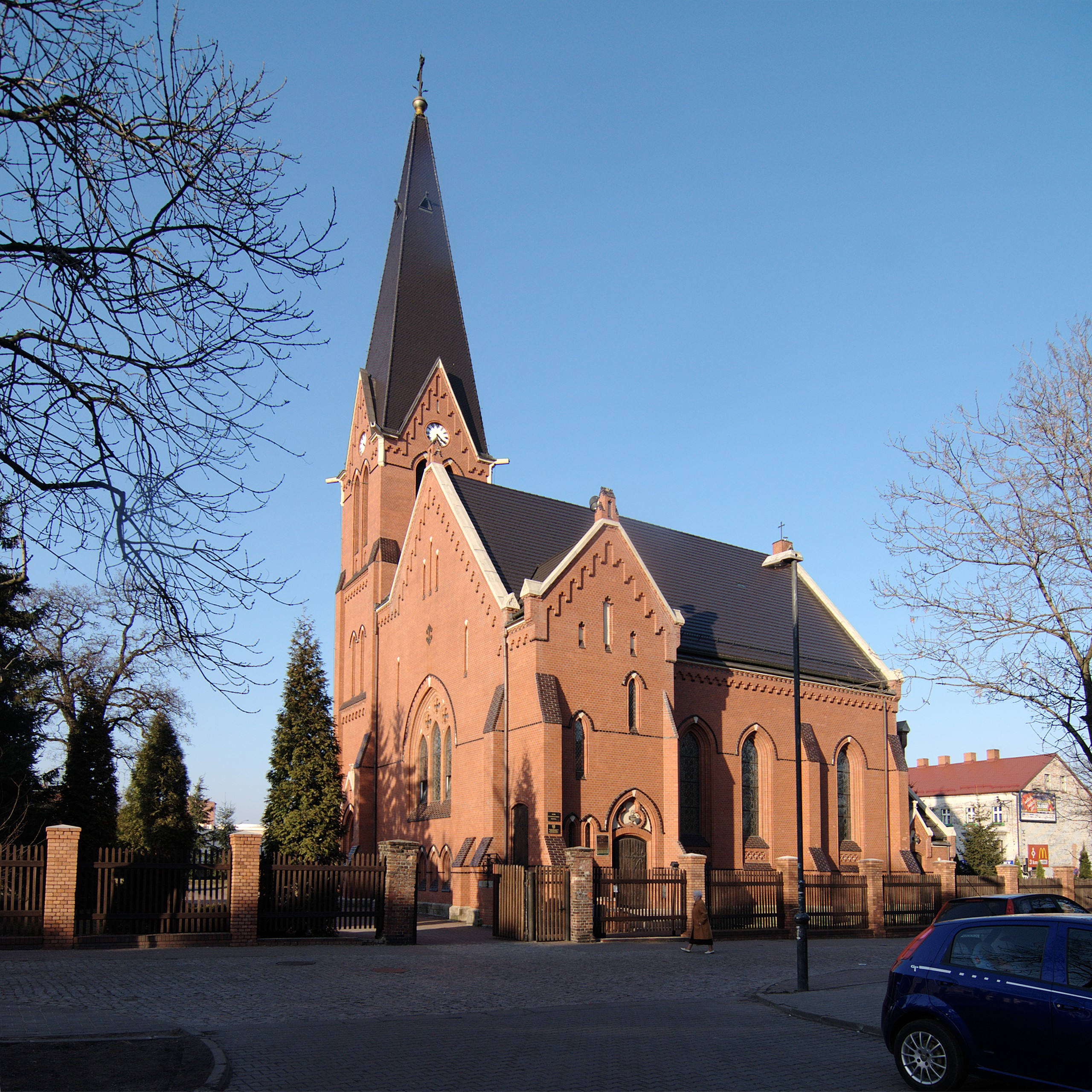
Nhà thờ Lutheran
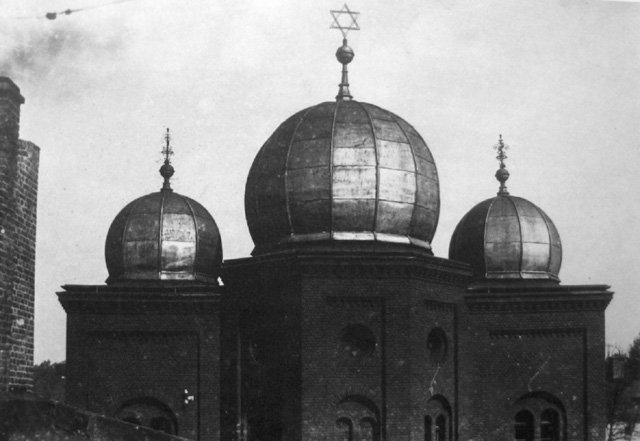
Giáo đường Do Thái, bị phá hủy năm 1939